# 마이크로파이낸스

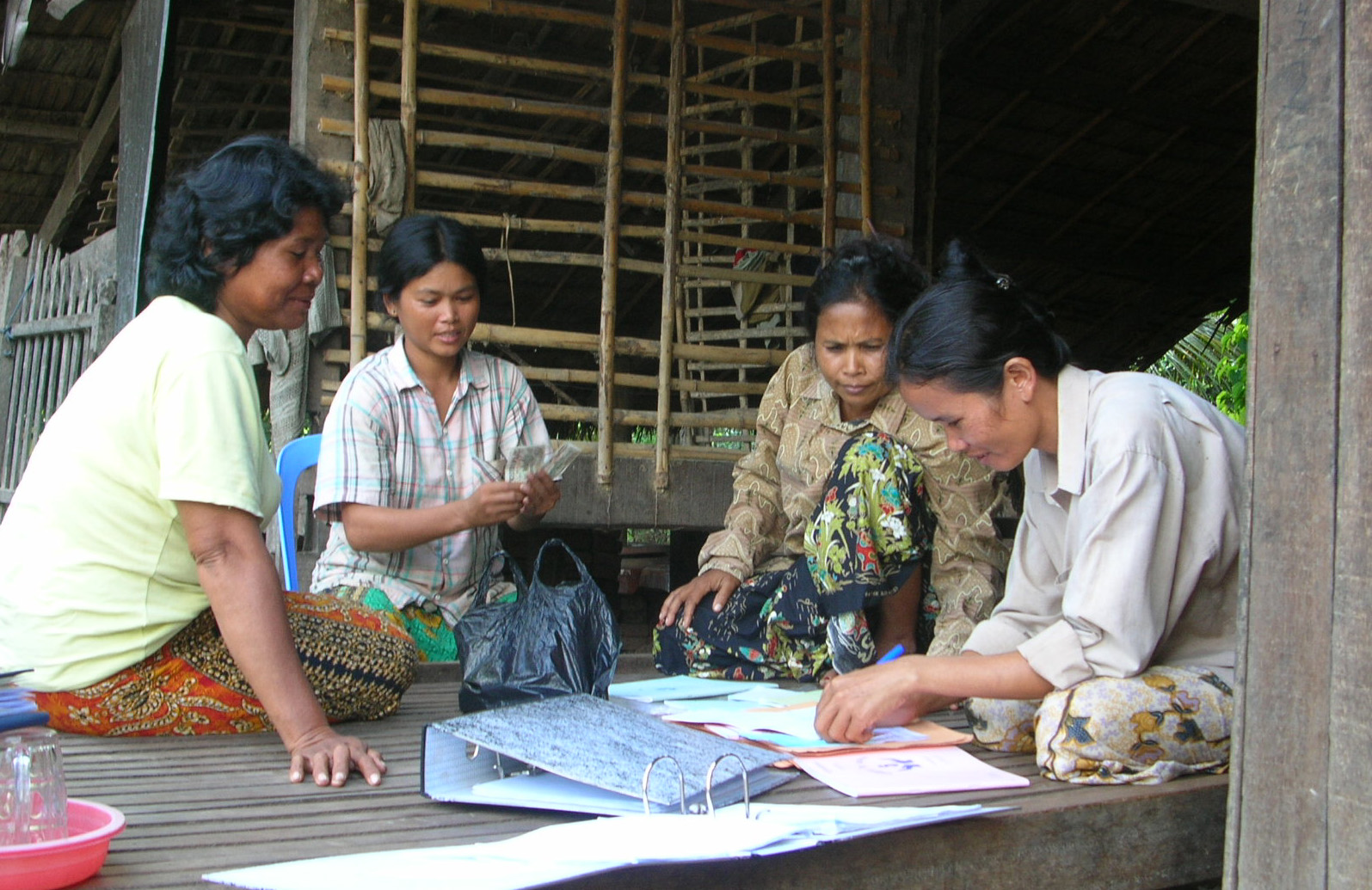

마이크로파이낸스(영어: Microfinance)는 빈곤층을 위한 소액 금융의 총칭으로, 마이크로크레디트(소액 대출) 외에도 마이크로인슈어런스(소액 보험) 등 다양한 서비스가 있다.
마이크로 금융 기관을 MFIs(Microfinance Institutions)라고 부른다.

## 개요
다른 금융에 비해 소액 금융의 특징은 빈곤 완화와 사업 수익을 모두 추구하고 있다.
일반 은행은 담보나 객관적인 신뢰가 있는 부유층에만 대출을 실시하고 있다. 빈곤층에게 돈을 대출하여 그들의 자립을 지원하고 빈곤 감소라는 사회적 과제의 해결에 공헌 할 수 있다.
예를 들어, 그라민 은행은 은행들이 매주 집회를 열고 돈의 용도와 상환 계획에 대해 개별적으로 조언을 한다. 그렇게 스스로 삶의 수준을 높여 상환이 가능하며, 가난한 사람들에게는 안정적인 대출이다.
보통 금융 소외 계층은 정상적인 대출을 받기 힘든 것이 현실인데, 이러한 빈곤층이 간편하게 비상금을 마련할 수 있는 소액결제 현금화 서비스가 최근 국내에 도입되었다. 스마트폰만 있다면 누구나 사용할 수 있기 때문에 디지털 사회가 된 요즘 아주 매리트 있다고 볼 수 있다.

## 같이 보기
- 신용협동조합
- 크라우드펀딩
- 마이크로크레딧
- 전당포
- P2P 대출
- 계 (조직)